# Karabin WSK-94
WSK-94 (ros. Войсковый Снайперский Комплекс ВСК-94) – rosyjski wytłumiony karabin wyborowy produkowany przez KBI Tuła. Używany przez formacje podporządkowane MWD Rosji.

## Historia
Na początku lat 90. w KBP Tuła skonstruowano rodzinę małogabarytowych karabinków A91 kalibru 5,45, 5,56, 7,62 i 9 mm. Do małoseryjnej produkcji trafiła tylko wersja 9A91 kalibru 9 × 39 mm traktowana jako tańszy odpowiednik karabinka SR-3 Wichr. Powstała także wersja wyborowa karabina 9A91 oznaczona jako WSK-94. Jest ona traktowana jako tańszy zamiennik karabinu WSS Wintoriez.

## Opis
WSK-94 jest bronią samoczynno-samopowtarzalną. Automatyka broni działa na zasadzie odprowadzania gazów prochowych z długim skokiem tłoka gazowego. Zamek ryglowany przez obrót (4 rygle). Rękojeść przeładowania po prawej stronie broni, związana z suwadłem, składana. Mechanizm spustowy z przełącznikiem rodzaju ognia. Skrzydełko bezpiecznika/przełącznika rodzaju ognia po obu stronach komory zamkowej, nad chwytem pistoletowym. Kolba szkieletowa, stała. Przyrządy celownicze mechaniczne, składają się z muszki i celownika przerzutowego (nastawy 100 i 200 m), podstawowym celownikiem jest celownik PSO-1 z bocznym montażem. Karabin jest standardowo wyposażony w odłączany tłumik dźwięku (nie jest to tłumik integralny).